# Aybüke Pusat
Aybüke Pusat (Ankara, 25 febbraio 1995) è un'attrice, ballerina e modella turca.

## Biografia
Nata nel 1995 ad Ankara (Turchia) da una famiglia di origine turca da parte di padre e di etnia tatara da parte di madre, Aybüke Pusat da adolescente si è appassionata al mondo della danza e dei concorsi di bellezza. Ha studiato balletto presso il conservatorio statale di Ankara dell'Università di Hacettepe, prima di partecipare al concorso di bellezza Miss Turchia 2014. Al termine del concorso, è stata eletta con il titolo di Miss Terra Turchia, grazie al quale ha ottenuto l'accesso a Miss Terra 2014 come rappresentante del proprio paese, ma decide più tardi di intraprendere la carriera di recitazione, in seguito alla notorietà acquisita.
Nel 2014 e nel 2015 ha ottenuto il suo primo ruolo da attrice nella serie televisiva Medcezir, remake turco della fiction adolescenziale statunitense The O.C., dove ha interpretato il ruolo di Elif Denizer. Tra il 2015 e il 2016 ha ricoperto il ruolo di Zeynep nelle serie Beş Kardeş e O Hayat Benim e quello di Su Beyoğlu nella serie Familya. Nel 2017 ha ottenuto il ruolo della protagonista Bahar Kutlu nella serie d'azione Söz, insieme agli attori Tolga Sarıtaş, Serhat Kılıç e Mehmet Özgür. L'anno successivo, nel 2018, ha preso parte alla serie Şahin Tepesi, nel ruolo di Verda Özden.
Nel 2019 ha compiuto il proprio debutto sul grande schermo dopo essere stata scritturata dal regista Nihat Durak per vestire i panni di Nardin nel film Kapı. Nello stesso anno è stata scelta per interpretare il ruolo di Selin Sever nella serie Everywhere I go - Coincidenze d'amore (Her Yerde Sen), insieme all'attore Furkan Andıç. Nel 2021 ha ricoperto il ruolo di Dilara Adıvar nella serie 50m2 ed è apparsa nella serie Acans.
Nel 2022 ha ottenuto il ruolo di Güneş nella serie Dreams and Realities - La forza dei sogni (Hayaller ve Hayatlar). Nel 2022 e nel 2023 ha ricoperto il ruolo di Nisan Ergün nella serie Sıfırıncı Gün. Nel 2023 ha vestito i panni di Defne Andıç nella serie Alef. Nello stesso anno è entrata a far parte del cast della serie d'azione Teşkilat, nel ruolo di Neslihan Erdemsoy.

## Filmografia

### Cinema
- Kapı, regia di Nihat Durak (2019)

### Televisione
- Medcezir – serie TV, 37 episodi (Star TV, 2014)
- Beş Kardeş – serie TV, 3 episodi (Kanal D, 2015)
- O Hayat Benim – serie TV, 40 episodi (Fox, 2015-2016)
- Familya – serie TV, 10 episodi (Fox, 2016)
- Söz – serie TV, 50 episodi (Star TV, 2017)
- Şahin Tepesi – serie TV, 6 episodi (ATV, 2018)
- Everywhere I go - Coincidenze d'amore (Her Yerde Sen) – serie TV, 23 episodi (Fox, 2019)
- 50m2 – serie TV, 8 episodi (Netflix, 2021)
- Acans – serie TV, 1 episodio (BluTV, 2021)
- Dreams and Realities - La forza dei sogni (Hayaller ve Hayatlar) – serie TV, 26 episodi (beIN CONNECT, 2022)
- Sıfırıncı Gün – serie TV, 6 episodi (TV8, 2022-2023)
- Alef – serie TV, 8 episodi (BluTV, 2023)
- Teşkilat – serie TV (TRT 1, dal 2023)

## Doppiatrici italiane
Nelle versioni in italiano dei suoi film e delle sue serie TV, Aybüke Pusat è stata doppiata da:
- Veronica Puccio[31] in 50m2[32]
- Alice Venditti[33] in Dreams and Realities - La forza dei sogni[34], in Everywhere I go - Coincidenze d'amore[35]

## Riconoscimenti
- Pantene Golden Butterfly Awards
  - 2018: Candidata come Miglior interpretazione di un'attrice per la serie Söz
  - 2019: Candidata come Miglior attrice in una serie comica romantica per Everywhere I go - Coincidenze d'amore (Her Yerde Sen)[36][37]
  - 2019: Vincitrice come Miglior coppia televisiva con Furkan Andıç per la serie Everywhere I go - Coincidenze d'amore (Her Yerde Sen)[36][37]

- Turkey Youth Awards
  - 2018: Candidata come Miglior attrice televisiva per la serie Söz
  - 2019: Candidata come Miglior attrice televisiva per la serie Şahin Tepesi